# 외계 번개용
《외계 번개용》(Alien Lightening Dragon)은 한국에서 제작된 방순덕 감독의 1988년 영화이다. 전영록 등이 주연으로 출연하였고 김영철 등이 제작에 참여하였다.

## 출연

### 주연
- 전영록

### 조연
- 조춘
- 이규만
- 조건월
- 이혜근
- 양경아
- 이형초
- 정명희
- 조혜미
- 박유희

## 기타
- 조명: 박삼조
- 소품: 배정업
- 미용: 이호철
- 미용: 홍영천
- 미용: 김소희
- 분장: 허석도
- 분장: 김소희
- 의상: 배완선